# Bellmanska sällskapet
Bellmanska sällskapet var ett vittert-backanaliskt gille, som utgjorde en fortsättning av Gröna rutan. Det stiftades i Stockholm 15 november 1824 av bellmanssångaren Axel Arvid Raab, skalden Carl Fredric Dahlgren, dåvarande statskommissarien Pehr Westerstrand med flera.
Ledamöternas antal fick uppgå till högst 24, och efter hand invaldes bland andra sidenkramhandlaren Adolf Bellman (ganska begåvad vitterlekare, son till skalden själv), författarna Jonas Magnus Stjernstolpe, Clas Livijn och Per Adolf Sondén, skådespelaren Lars Hjortsberg och bildhuggaren Johan Niklas Byström. 
Sällskapets ändamål var att åter uppkalla Bellmans humoristiska diktvärld genom antagna namn ur Fredmans epistlar, kostymer och antydningsvis genomförda karaktärer därur, sång, tal och "måttligt tömmande av pokalen". Man sammanträdde högst en gång i månaden, och som högtidsdag firades 4 februari, Bellmans födelsedag. Sällskapet blomstrade ännu på 1830-talet och lär ha sammanträtt ännu några gånger efter Dahlgrens 1844 timade död. Bland protokollen, som finns bevarade i 7 handskrivna folioband, framstår alster på vers och prosa av Dahlgrens strömmande humoristiska ingifvelse. Sällskapets historia berättas av Arvid Ahnfelt i Bellmanska sällskapet (1877).